# Diego José de Cádiz
Fray Diego José de Cádiz, con el nombre secular de José Francisco López-Caamaño y García Pérez ( Ubrique (Cádiz), 30 de marzo de 1743-Ronda, 24 de marzo de 1801), fue un fraile capuchino, asceta y orador español.

## Formación

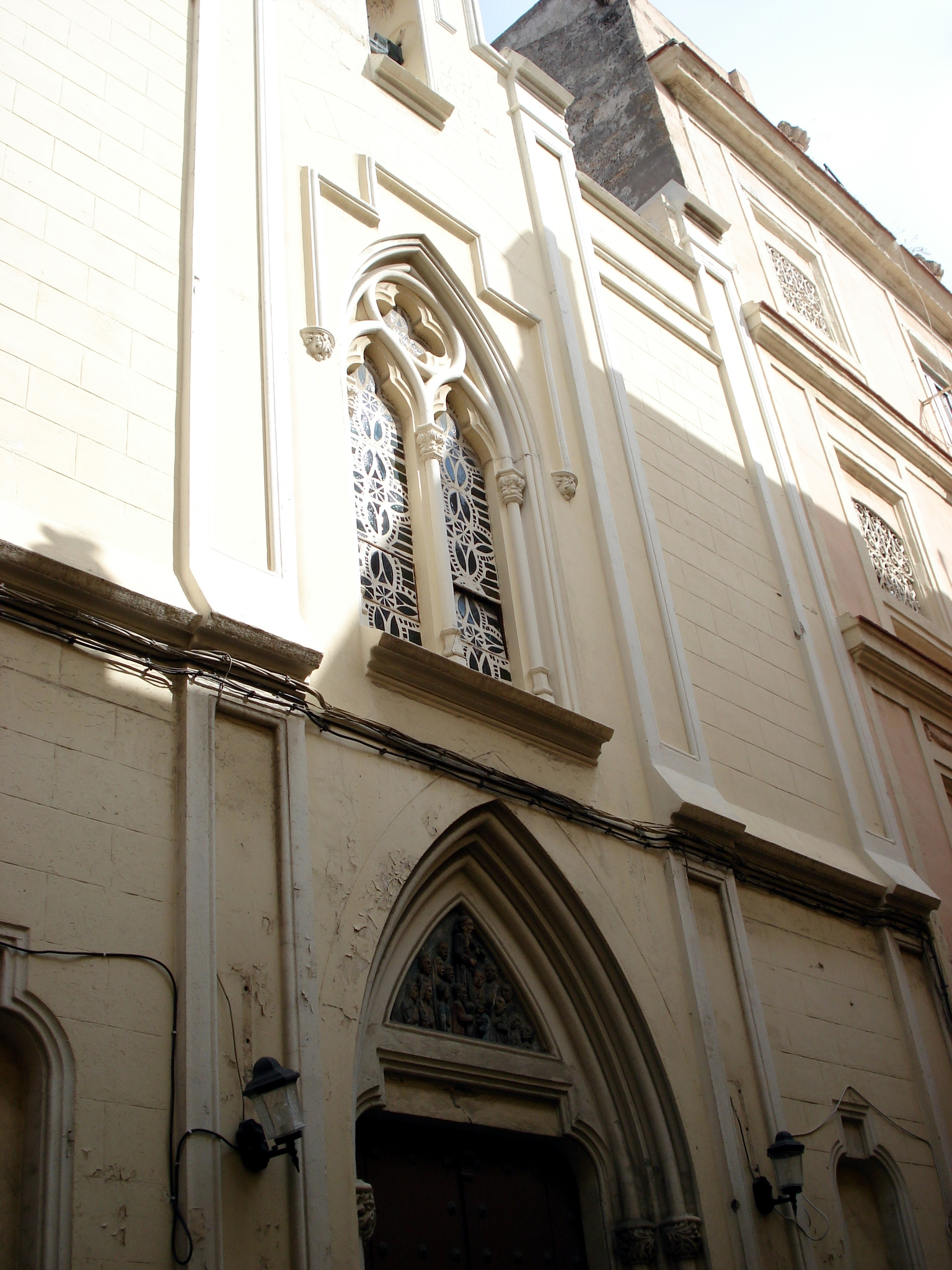
Capilla del Beato Diego en la casa donde nació

De familia ilustre, se quedó huérfano de madre a los nueve años de edad. Empezó sus estudios de gramática en Grazalema, donde se fue a vivir su padre y a los doce años estudió Lógica y Metafísica en el convento de los Padres dominicos de Ronda. José Francisco se impuso esta triple meta: capuchino, misionero y santo. Fue admitido al noviciado de los Hermanos Menores Capuchinos de Sevilla, donde profesó el 31 de marzo de 1759.
Siguiendo la costumbre de los misioneros de cambiar el nombre al terminar el noviciado y reemplazar su apellido con el de su pueblo natal, tomó el nombre de Diego José de Cádiz con el que fue conocido posteriormente. Los capuchinos, caracterizados por su luenga barba, se consideraban a sí mismos como la rama más espiritual de la familia franciscana y al mismo tiempo como "los frailes del pueblo".

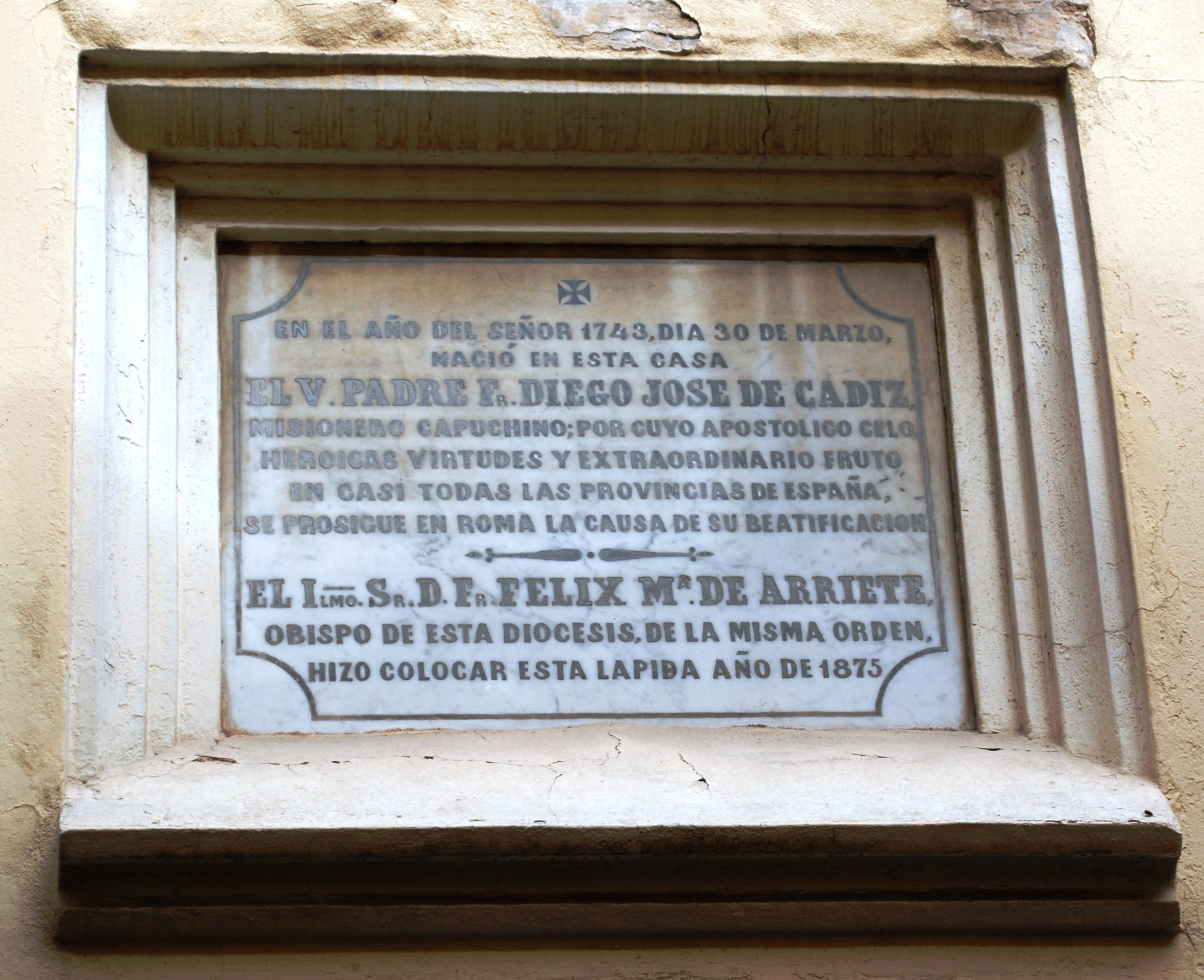
Lápida colocada en la casa en que nació en Cádiz (calle Bendición de Dios) en la que se erigió una capilla.

Los Hermanos Menores usan un hábito marrón de estameña con una cuerda anudada (como todos los franciscanos), pero la diferencia principal con los otros dos grupos es que llevan una capucha unida a la túnica (de acuerdo a la forma del hábito original que usaba San Francisco) y es más larga comparada con la de las otras ramas. A comienzos del siglo XVIII (1703) el capuchino Fray Isidoro de Sevilla, quiso dotar de un carisma sencillo y rústico a su orden para diferenciarla de las otras ramas del franciscanismo. A tal efecto, la Virgen se le apareció mientras oraba en el coro bajo del convento. Se encontraba vestida de pastora de la época, con su cayado y rodeada de ganado ovino, dándole la orden de que propagara por el mundo esta visión, lo que hizo que el fraile dedicara a partir de este momento todos sus esfuerzos por difundir la devoción al novedoso atuendo y advocación de Divina Pastora de las Almas. Desde la ciudad de Sevilla, la imagen de la Divina Pastora (primero pintada según encargo al renombrado artista Alonso Miguel de Tovar y más tarde tallada) se extendió por toda la orden capuchina y por toda la geografía andaluza. Fray Isidoro de Sevilla inicialmente representó a Cristo en un cordero que acaricia la mano de la Virgen, pero una bula de Pío VI en el año 1795 decretaba a María como Madre del Buen Pastor por lo que a partir de esa fecha fue representada con su Hijo al lado en el gesto de ayudarla al cuidado del redil. El Beato Fray Diego José de Cádiz, que profesó en dicho convento sevillano, está considerado como el gran apóstol de la Divina Pastora, mereciendo ser llamado “el segundo padre de la devoción”.
Después de siete años, en los que realizó sus estudios filosóficos y teológicos fue ordenado sacerdote en Carmona (Sevilla), a los veintitrés años de edad. En el convento de capuchinos de Ubrique (Cádiz) aprendió el ministerio de la palabra.

## Predicador y misionero
La predicación fue la actividad específica y privilegiada de los Capuchinos desde sus comienzos. Las misiones populares estaban constituidas por grupos de 6 o 7 predicadores que recorrían los pueblos evangelizando a los fieles, aunque en ocasiones los misioneros alcanzaron un número superior, hasta 40 y más. Si la iglesia era pequeña se instalaba el púlpito en la plaza y los predicadores se turnaban. El principal objetivo de las misiones era provocar entre los habitantes de los lugares visitados una convulsión de las conciencias (catarsis) que compensase la insatisfactoria atención y la rutina de los curas de parroquia.
La Misión supone una retórica basada en técnicas estudiadas de los predicadores, desde la aproximación conjunta al lugar de misión, su entrada estruendosa al anochecer y la utilización creciente de los resortes destinados a movilizar el sentimiento de culpa de los creyentes hasta la apoteosis del «asalto general», que marca la sumisión colectiva del pueblo a las prácticas religiosas de las que se había apartado o que cumplía sólo de forma aparente. Para hacer más duraderos los frutos de la misión, los capuchinos añadían al ministerio de la palabra la práctica de la oración mental, la celebración de las Cuarenta Horas, el Vía Crucis, los Montes de Piedad, y el canto del Rosario de la Aurora. De esta manera el fondo de la religión, la creencia, era absorbido por las prácticas piadosas y el culto exterior.
Con esta preparación, y dotado de tales cualidades para la oratoria, fray Diego José dio comienzo en 1771 a las misiones itinerantes populares capuchinas encaminadas sobre todo a la reforma de las costumbres, con tales energías apostólicas, que se le llegó a llamar el segundo San Pablo. Nunca viajó fuera de España ni aprendió idioma alguno pero en los primeros diez años no hubo población importante que no escuchase su voz. Recorrió durante su vida prácticamente toda la geografía española. No es posible reducir en tan breve síntesis la labor de este apóstol capuchino que, siempre a pie, recorrió innumerables veces Andalucía entera en todas direcciones; que se dirigió después a Aranjuez y Madrid, sin dejar de misionar a su paso por los pueblos de la Mancha y de Toledo; que emprendió más tarde un largo viaje desde Ronda hasta Barcelona, predicando a la ida por Castilla la Nueva y Aragón, y a la vuelta por todo Levante; que salió, aunque ya enfermo, de Sevilla y, atravesando Extremadura y Portugal, llegó hasta Galicia y Asturias, regresando por León y Salamanca. También fue canónigo en Motril y en mayo de 1787 lo nombran socio honorario de su Real Sociedad Patriótica de Amantes del País de Motril.
En el siglo XVIII la cultura española se debatía entre el mantenimiento del monopolio de la Iglesia y los principios del saber científico, que representaba la Ilustración. Una muestra del aletargamiento cultural del XVIII puede ser que el catedrático de matemáticas de la Universidad de Salamanca fuera un personaje tan estrafalario como el visionario Diego de Torres y Villarroel.
En este ambiente oscurantista fray Diego José se movía como pez en el agua y pronto adquirió un gran predicamento. He aquí lo que decía de él un contemporáneo suyo:

«En el acto de contrición, y con el Crucifijo en las manos, es irresistible. Las acciones expresivas de su cuerpo y rostro; los abrazos con el Señor; aquel levantarlo y mirarlo tiernamente; aquellos coloquios tan dulces con que desahoga el amor que internamente le abrasa, no hay con qué compararlos».

En Sevilla se le permitió usar el púlpito que se encuentra en el Patio de Los Naranjos de la Catedral, donde habían predicado san Vicente Ferrer, san Francisco de Borja y Juan de Ávila. Fue nombrado calificador de la Suprema por el inquisidor general. Asimismo fue nombrado teólogo, examinador sinodal y canónigo en numerosas diócesis de todo el país. La Universidad de Granada le confirió en 1779 los grados de maestro en Artes y doctor en Teología y Cánones.

## El pensamiento reaccionario
Fray Diego creyó que Dios le había escogido para hacerle el nuevo apóstol de España. Su director espiritual así se lo inculcaba repetidas veces: «Fray Diego misionero es un legítimo enviado de Dios a España». Y convencido de ello, el santo capuchino la emprendió lo mismo con las clases rectoras que con las masas populares. 
Con la expansión de la Ilustración francesa su prédica se fue radicalizando con toda naturalidad desde la sublimación espiritual hacia la reacción política más agresiva. Entre la España tradicional que se derrumbaba y la España revolucionaria que se vislumbraba, fray Diego toma sus posiciones, que son: ponerse al servicio de la Fe y de la Patria y presentar la batalla a las ideas disolventes de la Ilustración y a sus propagadores.
En su misión en Aranjuez y Madrid, en 1783, el beato se dirigió a la Corte. Pero los ministros del rey impidieron solapadamente que esta oyera sus argumentos. Intentó también fray Diego influir a la vanidosa María Luisa de Parma, esposa de Carlos IV. Pero, convencido más tarde de que nada podía esperar, sobre todo cuando Godoy llegó a privado insustituible de Palacio, el santo misionero rompió definitivamente con la Corte, llegando a escribir, más tarde, con motivo de un viaje de los reyes a Sevilla: «No quiero que los reyes se acuerden de mí».
Además la Iglesia española se encontraba en un momento de cuestionamiento de la autoridad papal merced al continuo desarrollo de las teorías del regalismo. Había una serie de obispos, algunos amigos de Jovellanos, que eran partidarios de que el poder político nombrase obispos afines a las ideas de modernización. Entre ellos se contaban Félix Torres Amat, Felipe Bertrán (éste, obispo de Salamanca e Inquisidor general), José Climent o Antonio Tavira Almazán, todos ellos enfrentados a la Iglesia más reaccionaria, partidaria de la preeminencia del Papa. El fraile capuchino resistió en el mismo seno de la Iglesia estas corrientes reformistas, identificadas con lo que se ha dado en llamar «catolicismo ilustrado». En el lado contrario se encontraban el arzobispo de Burgos José Javier Rodríguez de Arellano y el arzobispo de Santiago Francisco Alejandro de Bocanegra y Xibaja.

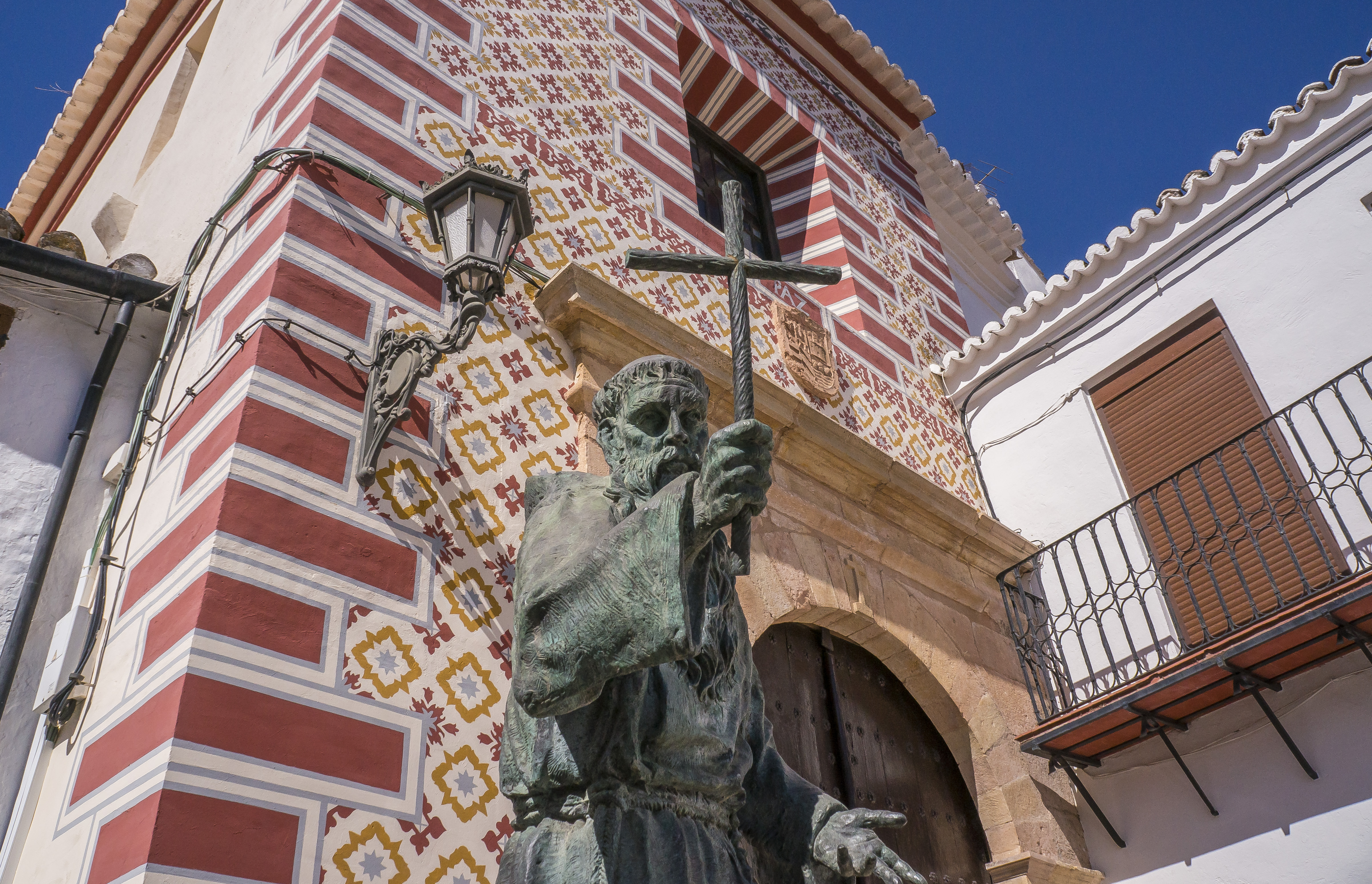
Estatua al beato Diego erigida en Ronda. Hay otra similar en Cádiz. Obra de Francisco Parra.

Por su típico exceso de celo moralizador, fray Diego José fue acusado de hablar en público en Sevilla contra los privilegios regalistas de la Corona y de haber injuriado a algunos personajes en 1786 en Zaragoza. Se convirtió en acusador y en acusado. En una serie de conferencias espirituales dirigidas al clero en el seminario de San Carlos, atacó las opiniones de Lorenzo Normante y Carcavilla, abogado eminente y titular de la Cátedra de Economía Civil creada por la Real Sociedad Económica de Amigos del País Aragonés que apoyaba firmemente el consumismo: los gastos en bienes de lujo como un medio de generar empleo y de mejorar la economía del Estado. Fray Diego permaneció en Zaragoza desde el 11 de noviembre hasta el 31 de diciembre, dirigiendo a los eclesiásticos varios sermones destinados a desacreditar a la Económica, y denunciando a la Inquisición
algunas de las enseñanzas de Normante, que consideraba heréticas (concretamente la licitud de la usura, la utilidad del lujo, la necesidad de no hacer profesión religiosa hasta los veinticuatro años y el perjuicio que causaba al Estado el celibato eclesiástico). Fray Diego acusa más genéricamente a Normante ante la Inquisición de "sostener que la superstición y los abusos de la Iglesia debían desterrarse para hacer feliz a España y que la Iglesia tenía usos opuestos a la felicidad de los Estados, a la vez que estas enseñanzas «preparaban a España a adoptar las producciones de autores extranjeros, sobre todo por los franceses". Proposiciones que, en realidad, ni siquiera figuraban en sus obras, como declaró en 1788 una Junta especial nombrada por el Consejo de Castilla.
En un sermón predicado en la catedral de Sevilla en 1784, osó cuestionar la apropiación estatal de los ingresos eclesiásticos al tiempo que denunciaba «el mal uso que muchos harían de las rentas y bienes de la Iglesia, invirtiéndolas en cosas a que no estaban destinadas». Este flagrante desafío a la política real no quedó sin respuesta. El Consejo de Castilla suspendió el derecho de predicación del fraile y lo desterró de Sevilla a Casares (Málaga). A pesar de todo, fray Diego José se sostuvo contumaz y convencido de la verdad de sus ideas. Fue absuelto y reivindicado. Fray Jerónimo de Cabra, superior provincial de los capuchinos se mostró exultante: 

«Fray Diego», era un fuego abrasador, cuyos encendidos ardores salían de sus labios para aterrar y confundir a los incrédulos y rebeldes
a Dios».

 Fray Diego de Cádiz se sintió enormemente satisfecho del apoyo recibido por parte de la Iglesia local.
Impulsado por vocación y por temperamento al apostolado activo, propugnó una cruzada contra los revolucionarios franceses (1793-1795). Fray Diego participó en la guerra franco-española contra la Convención (1793-1795), utilizando como arma de combate su verbo y su libro El soldado católico en guerra de religión. Barcelona, 1794 (dirigido en forma de carta a su sobrino Antonio, enrolado como voluntario), y ese es el sentido que le darán después de su muerte sus continuadores absolutistas durante los años de 1808 a 1814 en su lucha contra los ejércitos napoleónicos en la Guerra de la Independencia.
Fray Diego simplemente encarnó el prototipo tradicional del misionero capuchino español cerril, aferrado a la intransigencia en materias de doctrina y moral y enemigo de cualquier actitud inteligente o placentera ante la vida.
Dentro de la retórica de su época, magistralmente parodiada por el padre Isla en su "Historia del famoso predicador Fray Gerundio de Campazas alias Zotes", la labor del fogoso orador fue decisiva para dar vida y sentido ideológico a la España que defendía el absolutismo como un elemento consustancial al catolicismo tradicional, encarnando el mito de una España ignorante, integrista y reaccionaria. Su fanatismo y su ideología perduraron después de su muerte hasta la actualidad en lo que se llamó el integrismo fundamentalista español. Por lo que Marcelino Menéndez Pelayo hace del beato Diego José de Cádiz la figura más representativa de la oratoria religiosa de España después de San Vicente Ferrer y San Juan de la Cruz.

### Fray Diego José y la ciudad de Cádiz
Cádiz lo eligió como su Capellán Mayor, con asiento preeminente y decretó, para memoria de su misión en la ciudad (1776), colocar un cuadro de la Beatísima Trinidad en la plaza de S. Antonio en el mismo sitio donde predicaba. También puso su retrato en la Sala Capitular, dándole anualmente 50 ducados de limosna.

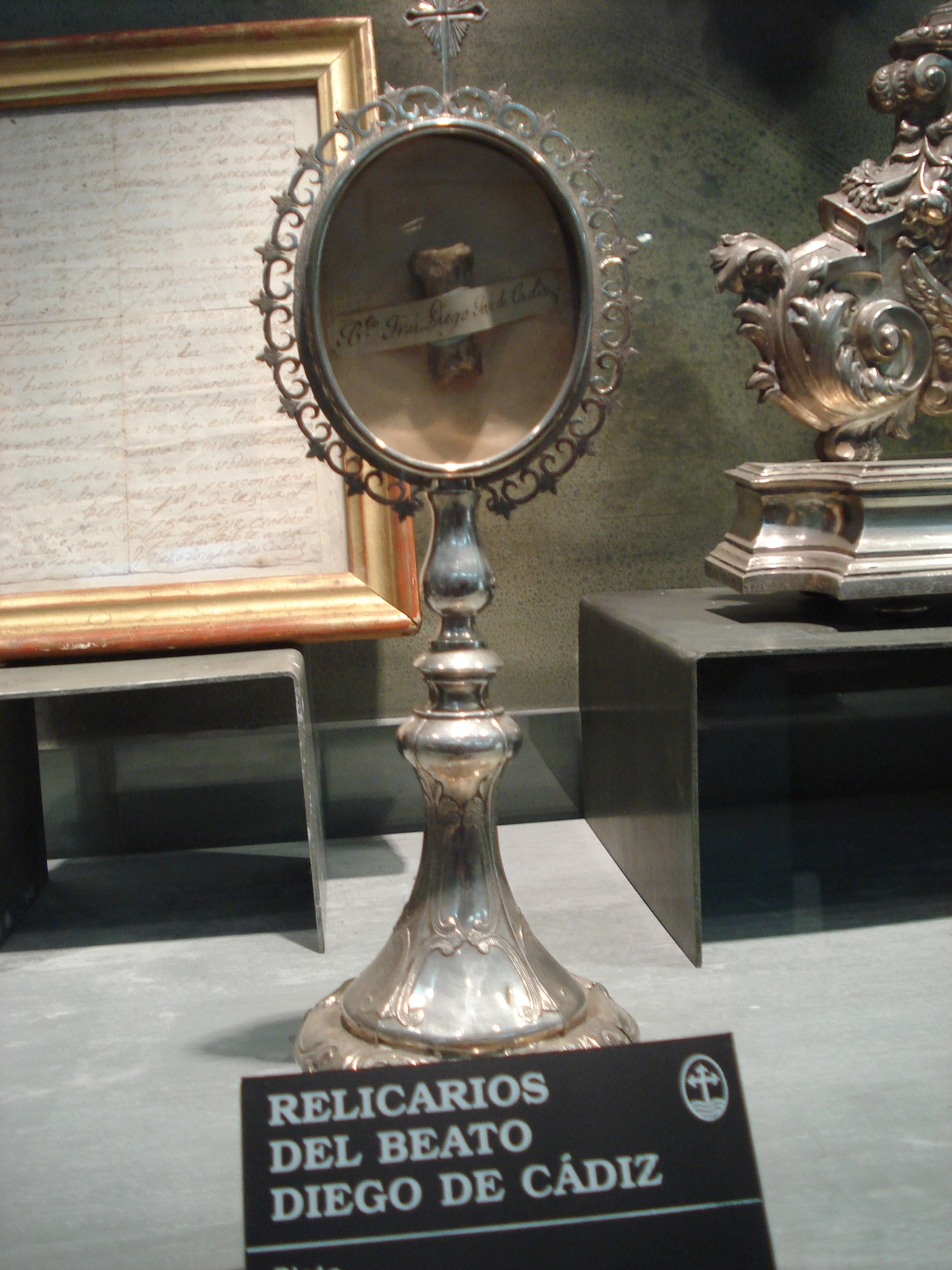
Reliquias del beato en el museo de la catedral de Cádiz.

Sus hagiógrafos cuentan tres milagros de fray Diego realizados en Cádiz. Pasando por la plaza de la Catedral, cayó un albañil del andamio, y fray Diego extendió su mano deslizándose suavemente el cuerpo hasta caer al suelo sin hacerse daño. En otra ocasión, en la misma plaza pasó junto a él un sacerdote que iba a administrar el viático a un enfermo y fray Diego no se quitó la capucha. Le llamó la atención un acólito, a lo que contestó Fr. Diego: "Dile al padre que el copón está vacío" lo cual se comprobó seguidamente. Predicando en la plaza de S. Antonio, comenzó a llover en toda la ciudad menos en la referida plaza.
Murió en Ronda (Málaga) el 24 de marzo de 1801, a los cincuenta y ocho años de edad, víctima del vómito negro, después de treinta y dos años como misionero, dejando numerosos escritos y cartas espirituales. En los numerosos escritos del propio Fray Diego se expresa su deseo de ser enterrado en Ronda, a los pies de la Virgen de la Paz por la que tanto trabajó en vida. Se conservan unos 3000 sermones suyos.
Fue beatificado por el papa León XIII el 22 de abril de 1894. La ceremonia de beatificación tuvo lugar en la Peregrinación Nacional Obrera a Roma. La ciudad de Cádiz mostró mucho cariño y devoción a su único santo. El Sr. Obispo intentó adquirir la casa donde el Beato nació en la calle Bendición de Dios, para transformarla en una iglesia donde pudiera promoverse su culto y devoción. Una distinguida señora, Doña Cecilia del Cuvillo y de la Viesca, viuda de Rábago fue quien la compró, y regaló al Sr. Obispo. Inmediatamente se empezaron las obras para la edificación de la capilla, que actualmente utiliza la Hermandad del Prendimiento. La capilla fue construida en 1910 por el arquitecto gaditano Manuel Cabrera Latorre. Es neogótica y se hizo sobre la casa natal del beato Diego, pero respetando el cuarto donde nació, que está justo detrás de la capilla.
También se dio su nombre a una calle y recientemente se le ha erigido una estatua en la Alameda. En la parroquia de San Antonio de Cádiz se conserva una silla de madera que usaba para predicar desde la torre.
Dentro de la catedral de Cádiz hay una capilla dedicada a fray Diego José de Cádiz, de retablo neoclásico con la imagen del titular en tamaño natural, obra de Diego García Alonso (1890). Por haber sido hermano de la cofradía desde el 13 de abril de 1786, en la capilla del sagrario de la basílica de la Hermandad de Jesús del Gran Poder de Sevilla hay una imagen fiel del beato Diego encargada en 1967 al famoso imaginero Antonio Castillo Lastrucci.
Cádiz tiene un Colegio Mayor universitario con el nombre de Beato Diego de Cádiz en el Campus de Cádiz.

## Obra impresa
- Acto de contrición de la Solemne  Novena en honor a María Santísima de la Sierra Coronada, Patrona de Cabra (Córdoba). Virgen de la Sierra (Cabra)
- Sermones y alocuciones (8 tomos).
- El ermitaño perfecto. Vida de San Antonio (1 tomo).
- Carta del muy r.p. fray Diego de Cádiz, a una Sra., en respuesta a la consulta que le hizo sobre si son lícitos los bayles, habiéndole oído reprobar el bayle del bolero…(1792), reimpresa en la Puebla, en la oficina del Real Seminario Palafoxiano, 1793. Draco. Revista de Literatura Española (de la Universidad de Cádiz), nos. 3-4 (1991-1992), pp. 207-251.
- Dos epitalamios místicos para profesión de dos monjas.
- Memorial al rey con motivo de la guerra contra la República francesa (1794).
- Aljaba mística o modo de visitar a Jesús Sacramentado.
- Devota novena en honor y obsequio de María Santísima, Nuestra Señora con el título de la Paz 1743-1801
- El soldado católico. Dos cartas a D. Antonio Jiménez Caamaño. Barcelona. 1794.
- Novena a Nuestra Señora del Socorro de Córdoba.